# Alana Boyd
Alana Boyd (ur. 10 maja 1984) – australijska lekkoatletka, specjalizująca się w skoku o tyczce.
W 2008 została mistrzynią kraju (sukces ten powtórzyła rok później) oraz nie przeszła eliminacji podczas pekińskich igrzysk olimpijskich (16. miejsce). Startowała w reprezentacji Azji i Oceanii podczas pucharu interkontynentalnego zajmując 6. miejsce. Wygrała igrzyska Wspólnoty Narodów w 2010. Na halowych mistrzostwach świata (2012) zajęła 9. miejsce. Startowała na igrzyskach olimpijskich w Londynie, gdzie zajęła 11. miejsce. W 2014 zdobyła swoje drugie złoto igrzysk Wspólnoty Narodów.
Boyd należy do bardzo usportowionej rodziny, lekkoatletami byli jej rodzice: Denise – sprinterka i Ray – tyczkarz. Również rodzeństwo Australijki uprawia lekkoatletykę: Jacinta (ur. 1986) skacze w dal, a Matt (ur. 1988) uprawia skok o tyczce.

## Rekordy życiowe
- skok o tyczce – 4,81 (2016) były rekord Australii i Oceanii, do 2021 rekord Australii